# Off the Wall
Off the Wall (engl. für Unorthodox) ist das fünfte Studioalbum des US-amerikanischen Sängers Michael Jackson. Es erschien am 5. August 1979 bei Epic Records, avancierte zum Millionenseller und wurde von Quincy Jones produziert. An den Songs Don’t Stop ’Til You Get Enough, Workin’ Day and Night und Get on the Floor wirkte Jackson als Koproduzent mit. Er schrieb drei der zehn Songs selbst, u. a. auch die Grammy-prämierte Single Don’t Stop ’Til You Get Enough. Es war seine erste Soloveröffentlichung bei Epic Records, dem Plattenlabel, auf dem er bis zu seinem Tod 30 Jahre später noch seine Tonträger veröffentlichte.

## Entstehung und Veröffentlichung
Als Jackson mit der Arbeit an Off the Wall begann, war er sich noch nicht sicher, wie er das musikalische Endresultat haben wollte. Jedoch wollte er kein weiteres Album mehr, das nach The Jacksons klang. Stattdessen erhoffte er sich mit dem Wechsel zu Epic Records mehr kreative Freiheit, die ihm bei seinen vorherigen Albumproduktionen unter dem Motown-Label verwehrt geblieben war. Für die Produktion von Off the Wall zeichnete Quincy Jones verantwortlich, den Michael Jackson im Jahr 1978 bei den Dreharbeiten zu dem Film The Wiz – Das zauberhafte Land kennengelernt hatte. Im Vorfeld der Arbeit an dem Album war von manchen befürchtet worden, Quincy Jones passe wegen seiner ausgeprägten Funk-Orientierung nicht zu Jackson.
Als Autoren beteiligten sich neben dem Sänger selbst u. a. auch Rod Temperton (ein Mitglied der Funk-Band Heatwave), der Bassist Louis Johnson, Stevie Wonder und Ex-Beatle Paul McCartney an dem Album. Off the Wall wurde vom 4. Dezember 1978 bis 3. Juni 1979 im Allen Zentz Recording, Westlake Audio und den Cherokee Studios aufgenommen. Abgemischt wurde im Westlake Audio, Los Angeles.
Die Songs auf dem Album haben ein Tempo von 66 Beats per minute bei She’s Out of My Life bis hin zu 128 bpm auf Workin’ Day and Night.
Auf der Erstpressung des Albums waren andere Versionen der Songs Rock with You und Get on the Floor enthalten. Diese sind bis heute nicht auf anderen Tonträgern veröffentlicht worden. Seit 2001 wird nur noch die Special Edition vertrieben. Sie enthält zusätzlich Audio-Kommentare von Quincy Jones und Rod Temperton sowie zwei Demoaufnahmen als Bonustracks.
Am 26. Februar 2016 wurde Off the Wall wiederveröffentlicht. Das Album mit den originalen Tracks wurde erweitert um eine Dokumentation von Spike Lee. Dieser hatte bereits 2012 einen Dokumentarfilm zu Bad 25 beigesteuert. Der Film Michael Jackson’s Journey from Motown to „Off the Wall“ zeigt den Werdegang vom Kinderstar bei den Jackson Five zum King of Pop. Als erstes Soloalbum beim Epic Label war Off the Wall maßgeblich für den Durchbruch von Michael Jackson mitverantwortlich. In dem Film kommen auch Stars wie The Weeknd oder Stevie Wonder zu Wort, die ihre Erinnerungen an die Zeit um Off the Wall mit dem Publikum teilen. Die Neuauflage des Albums wurde in einer speziellen Verpackung veröffentlicht: Die Innenseite ist mit einer beiliegenden Tafelkreide beschreibbar – eine Anlehnung an den Titel-Schriftzug der das Cover ziert. Das Bundle ist als CD/DVD oder CD/Blu-Ray erhältlich.

## Titelliste

### Originalfassung
1. Don’t Stop ’Til You Get Enough (Michael Jackson) – 6:04
2. Rock with You (Rod Temperton) – 3:40
3. Workin’ Day and Night (Michael Jackson) – 5:14
4. Get on the Floor (Michael Jackson, Louis Johnson) – 4:39
5. Off the Wall (Rod Temperton) – 4:05
6. Girlfriend (Paul McCartney) – 3:05
7. She’s Out of My Life (Tom Bahler) – 3:37
8. I Can’t Help It (Susaye Greene, Stevie Wonder) – 4:29
9. It’s the Falling in Love (David Foster, Carole Bayer Sager) – 3:48
10. Burn This Disco Out (Rod Temperton) – 3:41

### Special Edition (2001)
1. Quincy Jones Interview #1 – 0:37
2. Introduction to Don’t Stop ’Til You Get Enough Demo – 0:13
3. Don’t Stop ’Til You Get Enough (Michael Jackson’s Original Demo Recording) – 4:48
4. Quincy Jones Interview #2 – 0:30
5. Introduction to Workin’ Day and Night Demo – 0:10
6. Workin’ Day and Night (Michael Jackson’s Original Demo Recording) – 4:19
7. Quincy Jones Interview #3 – 0:48
8. Rod Temperton Interview – 4:57
9. Quincy Jones Interview #4 – 1:32

## Singles
In Europa kam die Single Off the Wall zu dem Zeitpunkt heraus, als in den Vereinigten Staaten Rock with You auf den Markt kam. Umgekehrt wurde der Titel Rock with You in Europa dann veröffentlicht, als in den Vereinigten Staaten Off the Wall als Single erschien.
Die beiden Singles, Don’t Stop ’Til You Get Enough und Rock with You, wurden Nummer-eins-Hits der US-Hitparade. Die weiteren Auskopplungen, She’s Out of My Life und der Titelsong Off the Wall, gelangten in die Top 10. Dieses war in den Vereinigten Staaten zuvor noch bei keinem Album der Fall gewesen.
Die Singleauskopplung Don’t Stop ’Til You Get Enough erhielt 1980 einen Grammy in der Kategorie Best Male R&B Vocal Performance, eine weitere Nominierung gab es als Best Disco Recording für denselben Titel.
| Jahr | Titel                          | Höchstplatzierung, Gesamtwochen, AuszeichnungChartplatzierungen (Jahr, Titel, , Platzierungen, Wochen, Auszeichnungen, Anmerkungen) | Höchstplatzierung, Gesamtwochen, AuszeichnungChartplatzierungen (Jahr, Titel, , Platzierungen, Wochen, Auszeichnungen, Anmerkungen) | Höchstplatzierung, Gesamtwochen, AuszeichnungChartplatzierungen (Jahr, Titel, , Platzierungen, Wochen, Auszeichnungen, Anmerkungen) | Höchstplatzierung, Gesamtwochen, AuszeichnungChartplatzierungen (Jahr, Titel, , Platzierungen, Wochen, Auszeichnungen, Anmerkungen) | Höchstplatzierung, Gesamtwochen, AuszeichnungChartplatzierungen (Jahr, Titel, , Platzierungen, Wochen, Auszeichnungen, Anmerkungen) | Höchstplatzierung, Gesamtwochen, AuszeichnungChartplatzierungen (Jahr, Titel, , Platzierungen, Wochen, Auszeichnungen, Anmerkungen) | Anmerkungen                                                             |
| Jahr | Titel                          | DE | AT | CH | UK | US | R&B | Anmerkungen                                                             |
| ---- | ------------------------------ | --- | --- | --- | --- | --- | --- | ----------------------------------------------------------------------- |
| 1979 | Don’t Stop ’til You Get Enough | DE13 (28 Wo.)DE | AT11 (9 Wo.)AT | CH4 (11 Wo.)CH | UK3 Platin · (19 Wo.)UK | US1 ×5Platin (Physisch) + Fünffachplatin (Digital) · (21 Wo.)US                                                                     | R&B1 (20 Wo.)R&B | Erstveröffentlichung: 10. Juli 1979 Verkäufe: + 7.045.000               |
| 1979 | Rock with You                  | DE58 (10 Wo.)DE | — | CH68 (3 Wo.)CH | UK7 Platin · (13 Wo.)UK | US1 ×5Fünffachplatin · (24 Wo.)US                                                                                                   | R&B1 (25 Wo.)R&B | Erstveröffentlichung: 9. Oktober 1979 Verkäufe: + 5.860.000             |
| 1979 | Off the Wall                   | — | — | CH81 (1 Wo.)CH | UK7 Silber · (11 Wo.)UK | US10 Platin · (17 Wo.)US | R&B5 (13 Wo.)R&B | Erstveröffentlichung: 16. November 1979 Verkäufe: + 1.200.000           |
| 1980 | She’s Out of My Life           | — | — | CH97 (1 Wo.)CH | UK3 (9 Wo.)UK | US10 Platin · (16 Wo.)US | R&B43 (8 Wo.)R&B | Erstveröffentlichung: 1. April 1980 Verkäufe: + 1.000.000               |
| 1980 | Girlfriend                     | — | — | — | UK41 (5 Wo.)UK | — | — | Erstveröffentlichung: 4. Juli 1980 nur in Großbritannien veröffentlicht |

## Kritiken
Die Musikkritiker Stephen Thomas Erlewine und Stephen Holden von Allmusic bemerkten, dass Off the Wall eine Mischung aus Funk, Disco-Pop, Soul, Soft Rock, Jazz und Pop-Balladen sei.
Die Musikzeitschrift Rolling Stone wählte Off the Wall auf Rang 68 der 500 Greatest Albums of All Time.

## Preise
Trotz des Erfolgs seines Albums war Michael Jackson enttäuscht, weil er im Jahr 1980 mit nur einem Grammy ausgezeichnet wurde (für den Eingangstitel des Albums Don’t Stop ’Til You Get Enough). Es sei laut Jackson „total ungerecht“ gewesen, dass er insbesondere nicht die Auszeichnung als Record of the Year bekommen habe. Allerdings wurde das Album kurz vor seinem Tode, im Jahr 2008, schließlich in die Grammy Hall of Fame aufgenommen.

## Kommerzieller Erfolg

### Chartplatzierungen
Off the Wall erreichte Rang drei der US-amerikanischen Billboard 200 und hielt sich 48 Wochen in den Top 20 sowie 193 in den Charts. In Großbritannien erreichte es ebenfalls Rang drei und platzierte sich 225 Wochen in den Top 100.
| ChartsChartplatzierungen       | Höchstplatzierung | Wochen |
| ------------------------------ | ----------------- | ------ |
| Deutschland (GfK)              | 25 (11 Wo.)       | 11     |
| Schweiz (IFPI)                 | 27 (8 Wo.)        | 8      |
| Vereinigte Staaten (Billboard) | 3 (193 Wo.)       | 193    |
| Vereinigtes Königreich (OCC)   | 3 (225 Wo.)       | 225    |

| ChartsJahrescharts (1979)          | Platzierung |
| ---------------------------------- | ----------- |
| Vereinigte Staaten (Billboard R&B) | 49          |

| ChartsJahrescharts (1980)          | Platzierung |
| ---------------------------------- | ----------- |
| Vereinigte Staaten (Billboard)     | 3           |
| Vereinigte Staaten (Billboard R&B) | 1           |

### Auszeichnungen für Musikverkäufe
Von Off the Wall wurden über 20 Millionen Tonträger verkauft; es war das bis dahin weltweit erfolgreichste Album eines schwarzen Künstlers. Es verkaufte sich alleine in den Vereinigten Staaten laut Auszeichnungen über neun Millionen Mal.
| Land/Region                  | Auszeichnungen für Musikverkäufe (Land/Region, Auszeichnung, Verkäufe) | Verkäufe    |
| ---------------------------- | ---------------------------------------------------------------------- | ----------- |
| Australien (ARIA)            | 5× Platin                                                              | 350.000     |
| Brasilien (PMB)              | —                                                                      | 60.000      |
| Dänemark (IFPI)              | Platin                                                                 | 20.000      |
| Europa (IFPI)                | Platin                                                                 | (1.000.000) |
| Frankreich (SNEP)            | Platin                                                                 | 300.000     |
| Hongkong (IFPI/HKRIA)        | Gold                                                                   | 10.000      |
| Italien (FIMI)               | Gold                                                                   | 30.000      |
| Kanada (MC)                  | Platin                                                                 | 100.000     |
| Mexiko (AMPROFON)            | 3× Platin                                                              | 750.000     |
| Neuseeland (RMNZ)            | 6× Platin                                                              | 90.000      |
| Niederlande (NVPI)           | Platin                                                                 | 100.000     |
| Südafrika (RISA)             | Gold                                                                   | 25.000      |
| Vereinigte Staaten (RIAA)    | 9× Platin                                                              | 9.000.000   |
| Vereinigtes Königreich (BPI) | 6× Platin                                                              | 1.800.000   |
| Insgesamt                    | 3× Gold · 34× Platin ·                                                 | 12.635.000  |

Hauptartikel: Michael Jackson/Auszeichnungen für Musikverkäufe